# Leboszowice
Leboszowice (deutsch Leboschowitz, 1936–1945 Kleingarben) ist eine Ortschaft in Oberschlesien. Administrativ liegt sie in der Gmina Pilchowice (Gemeinde Pilchowitz) im Powiat Gliwicki (Landkreis Gleiwitz) in der Woiwodschaft Schlesien.

## Geografie
Leboszowice liegt zwölf Kilometer südwestlich von der Kreisstadt Gliwice (Gleiwitz) und 33 Kilometer westlich von der Woiwodschaftshauptstadt Kattowitz.
In der Nähe fließt der Fluss Birawka (Bierawka).

## Geschichte
1742 kam der Ort mit dem Großteil Schlesiens an Preußen. Der Ort wurde 1783 im Buch Beyträge zur Beschreibung von Schlesien als Leboschowi(t)z erwähnt und lag im Kreis Tost des Fürstentums Oppeln. Damals hatte er ein Vorwerk, neun Bauern, zehn Gärtner und 125 Einwohner. 1865 hatte Leboschowitz sechs Bauern, acht Halbbauern, zehn Viertelbauern und zehn Häuslerstellen. Die Einwohner waren nach Pilchowitz (Landkreis Rybnik) eingepfarrt und eingeschult.
Bei der Volksabstimmung in Oberschlesien am 20. März 1921 stimmten im Ort 41 Wahlberechtigte für einen Verbleib Oberschlesiens bei Deutschland und 113 für eine Zugehörigkeit zu Polen. Leboschowitz verblieb nach der Teilung Oberschlesiens beim Deutschen Reich. 1936 wurde der Ort im Zuge einer Welle von Ortsumbenennungen der NS-Zeit in Kleingarben umbenannt. Bis 1945 befand sich der Ort im Landkreis Tost-Gleiwitz.
1945 kam der bis dahin deutsche Ort unter polnische Verwaltung und wurde anschließend der Woiwodschaft Schlesien angeschlossen und ins polnische Leboszowice umbenannt. 1950 kam der Ort zur Woiwodschaft Kattowitz. 1999 kam der Ort zum wiedergegründeten Powiat Gliwicki und zur neuen Woiwodschaft Schlesien.